# جورج دبليو. برات
جورج دبليو. برات (بالإنجليزية: George W. Pratt)‏ هو سياسي أمريكي، ولد في 18 أبريل 1830، وتوفي في 11 سبتمبر 1862. حزبياً، نشط في الحزب الديمقراطي. وقد انتخب عضو مجلس ولاية نيويورك.